# Montreal Lacrosse Club

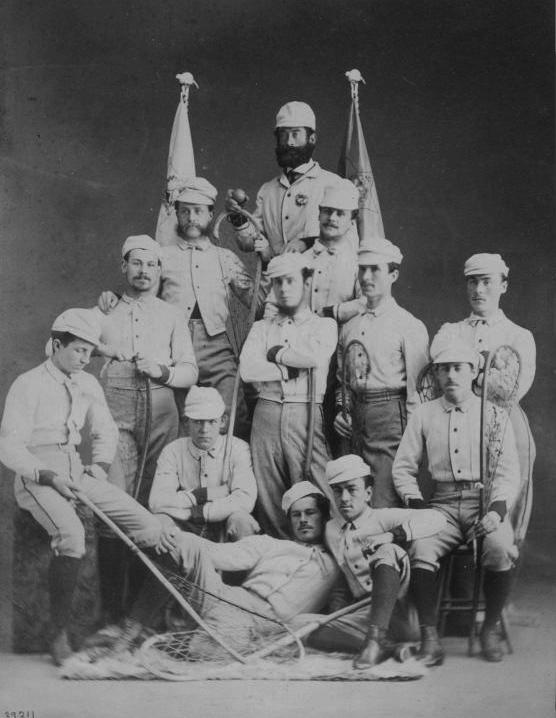
Montreal Lacrosse Club, 1867

Le Montreal Lacrosse Club est un ancien club de crosse domicilié dans la ville canadienne de Montréal au Québec. Le club est célèbre dans l'histoire de ce sport car il a établi les premières règles écrites de ce sport. Il a été créé en 1856 par le dentiste William George Beers. L'une des initiatives du club a été d'avoir remplacé la balle de crosse en peau de daim par le caoutchouc, qui est toujours utilisé aujourd'hui.
En 1881, le club est l'un des membres fondateurs de l'Association athlétique amateur de Montréal,. Disparu, il a été recréé en 2006.